# تحليل مقارن نوعي
التحليل المقارن النوعي (QCA) هي تقنية تم تطويرها من قِبل تشارلز راجين عام 1987، لحل المشكلات التي تحدث بسبب عمل استنتاجات سببية على أساس عدد صغير من الحالات فقط. وتُستخدم الطريقة في العلوم الاجتماعية وتقوم على المنطق الثنائي الجبر البولياني (المنطق)، وتحاول تعظيم عدد المقارنات التي يمكن أن تتم عبر الحالات قيد الفحص.

## الهدف
وتهدف هذه التقنية إلى التخفيف من مشكلة N الصغيرة من خلال إتاحة عمل استنتاجات من العدد الأقصى للمقارنات التي يمكن عملها عبر الحالات قيد التحليل. وتنشأ مسألة N الصغرى عندما يكون عدد وحدات التحليل (على سبيل المثال البلدان) المتاح محدودًا بطبيعته. على سبيل المثال: تكون الدراسة التي تكون فيها البلدان هي وحدة التحليل محدودة من حيث إنه يوجد فقط عدد محدود من البلدان في العالم (أقل من 200 دولة) وهو عدد أقل بكثير مما هو ضروري للأساليب الإحصائية (الاحتمالية). ومن خلال تعظيم عدد المقارنات التي يمكن عملها عبر الحالات قيد التحليل، تكون الاستنتاجات السببية ممكنة وفقًا لراجين. ومن شأن هذه التقنية أيضًا أن تتيح تحليل العلاقة السببية المتعددة وآثار التفاعل.

## النقد
نظرًا لأن هذه التقنية هي تقنية منطقية (قطعية) وليست إحصائية (احتمالية)، مع التحليل المقارن النوعي الخاص بفئة "Crisp-Set" (csQCA)، وهو التطبيق الأصلي من التحليل المقارن النوعي، يمكن للمتغيرات أن يكون لها قيمتين فقط وهو ما يُعتبر إشكالية نظرًا لأن الباحث مضطر لتحديد قيم كل متغير. على سبيل المثال: يتعين تقسيم الناتج المحلي الإجمالي للفرد من قِبل الباحث في فئتين (على سبيل المثال، منخفض = 0 ومرتفع = 1). ولكن بما أن هذا المتغير هو أساسًا متغير مستمر، فسيكون التقسيم دائمًا تعسفيًا. ومشكلة أخرى ذات صلة هي أن هذه التقنية لا تتيح تقييم أثر نقاط القوة النسبية للمتغيرات المستقلة (نظرًا لأنها يمكن أن تكون لديها قيمتان فقط). وحاول راجين، وعلماء آخرون مثل لاس كرونكفيست، التعامل مع هذه المشكلات من خلال تطوير أدوات جديدة توسع نطاق التحليل المقارن النوعي، مثل التحليل المقارن النوعي متعدد القيمة (mvQCA) والتحليل المقارن النوعي ذي المجموعات الغامضة (fsQCA).

## وصلات خارجية
- http://www.u.arizona.edu/~cragin/fsQCA/index.shtml